# Хана Йоберг
Хана Йоберг (на шведски: Hanna Linnea Öberg) е шведска състезателка по биатлон.
Олимпийска шампионка в индивидуалната надпревара на 15 км и олимпийска вицешампионка на зимните олимпийски игри в Пьонгчанг през 2018 г.
Родена е на 2 ноември 1995 г. в Питео. Дебютира в Световната купа през 2016 г.
Обича да плете на една кука и да чете.

## Успехи
- Олимпийски шампион (1): 2018 Пьонгчанг
- Сребърен медалист (1): 2018 Пьонгчанг

### Олимпийски игри
| Олимпиада      | Индивидуално | Спринт | Преследване | Масов старт | Щафета | Смесена щафета |
| -------------- | ------------ | ------ | ----------- | ----------- | ------ | -------------- |
| 2018 Пьонгчанг | Злато        | 7-о    | 5-о         | 5-о         | Сребро | 11-о           |